# Жукі (гміна Заблудів)
Жукі (пол. Żuki) — село в Польщі, у гміні Заблудів Білостоцького повіту Підляського воєводства.
Населення — 68 осіб (2011).
У 1975-1998 роках село належало до Білостоцького воєводства.

## Демографія
Демографічна структура станом на 31 березня 2011 року:
|          | Загалом | Допрацездатний вік | Працездатний вік | Постпрацездатний вік |
| -------- | ------- | ------------------ | ---------------- | -------------------- |
| Чоловіки | 27      | 4                  | 19               | 4                    |
| Жінки    | 41      | 6                  | 21               | 14                   |
| Разом    | 68      | 10                 | 40               | 18                   |